# Sharife Cooper
Sharife Omar Cooper (Newark, 11 giugno 2001) è un cestista statunitense, professionista nella NBA e in Europa.

## High school
Nella sua stagione da matricola, Cooper realizza 16 punti e 4,4 assist di media a partita, portando la McEachern High School di Powder Springs, in Georgia, a un record di 29-1 e a un'apparizione nelle semifinali statali di classe 7A della Georgia High School Association (GHSA). L'anno successivo, guida gli Indians ai quarti di finale statali, facendo registrare un record di 26-3. Inizia a ricevere significativa attenzione mediatica dopo una prestazione da 42 punti, incluso il canestro della vittoria ai supplementari, contro la Hudson Catholic Regional High School nei quarti di finale del City of Palms Classic.
Da junior, Cooper trascina McEachern a un record perfetto di 32-0 e al primo titolo statale nella storia della scuola, con una media di 27,2 punti, 8,1 assist, 5,6 rimbalzi e 4,3 palle rubate a partita. Nella finale, disputata contro Meadowcreek, segna 20 punti e fornisce quattro assist. Riceve inoltre gli onori di miglior giocatore (MVP) in diversi tornei, tra cui il City of Palms Classic e il Tournament of Champions. Dopo la stagione, viene nominato USA Today All-USA Player of the Year, MaxPreps National Player of the Year, Mr. Georgia Basketball e Georgia's Gatorade Player of the Year. Viene anche incluso nel primo quintetto All-USA da USA Today e nel secondo quintetto All-American Naismith. Cooper viene poi selezionato per giocare nel McDonald's All-American Boys Game del 2020. Il 6 maggio 2021, il numero 2 di Cooper viene ritirato a McEachern, venendo anche onorato come il giocatore di basket maschile più decorato nella storia della scuola.

## College
Considerato universalmente una recluta a 5 stelle, il 27 settembre 2019 annuncia l'intenzione di accettare l'offerta di Auburn per giocare a basket, diventando così la recluta con il punteggio più alto e la seconda recluta a cinque stelle nella storia del programma. Cooper decide così di seguire le orme dell'ex compagno al liceo Isaac Okoro, che l'anno prima aveva giocato proprio con i Tigers di Auburn.
Dopo aver saltato le prime 12 partite della stagione a causa di problemi di eleggibilità, Cooper debutta il 9 gennaio contro Alabama, realizzando 26 punti, 9 assist e 4 rimbalzi. Quattro giorni dopo, contro Georgia, Cooper trascina Auburn al successo con 28 punti, 12 assist e 5 rimbalzi. Chiude la stagione con 20,2 punti, 4,3 rimbalzi e 8,1 assist di media in 12 partite, venendo incluso nel quintetto All-Freshman della SEC. Diventa così solamente il secondo freshman di sempre (dopo Trae Young) a chiudere una stagione con almeno 20 punti e 8 assist di media.
Il 16 aprile annuncia la decisione di assumere un agente e di rendersi eleggibile per il Draft NBA 2021.

## NBA

### Atlanta Hawks (2021-)
Considerato dai principali siti specializzati come una probabile scelta al primo giro, Cooper vede il suo nome chiamato solamente a metà del secondo giro, quando gli Atlanta Hawks lo selezionano con la 48ª scelta assoluta.

## Statistiche

### College
| Anno      | Squadra       | PG | PT | MP   | TC%  | 3P%  | TL%  | RP  | AP  | PRP | SP  | PP   |
| --------- | ------------- | -- | -- | ---- | ---- | ---- | ---- | --- | --- | --- | --- | ---- |
| 2020-2021 | Auburn Tigers | 12 | 12 | 33,1 | 39,1 | 22,8 | 82,5 | 4,3 | 8,1 | 1,0 | 0,3 | 20,2 |
| Carriera  | Carriera      | 12 | 12 | 33,1 | 39,1 | 22,8 | 82,5 | 4,3 | 8,1 | 1,0 | 0,3 | 20,2 |

### NBA

#### Regular Season
| Anno      | Squadra       | PG | PT | MP  | TC%  | 3P%  | TL% | RP  | AP  | PRP | SP  | PP  |
| --------- | ------------- | -- | -- | --- | ---- | ---- | --- | --- | --- | --- | --- | --- |
| 2021-2022 | Atlanta Hawks | 13 | 0  | 3,0 | 21,4 | 16,7 | -   | 0,4 | 0,4 | 0,0 | 0,0 | 0,5 |
| Carriera  | Carriera      | 13 | 0  | 3,0 | 21,4 | 16,7 | -   | 0,4 | 0,4 | 0,0 | 0,0 | 0,5 |

### G League
| Anno      | Squadra          | PG  | PT  | MP   | TC%  | 3P%  | TL%  | RP  | AP  | PRP | SP  | PP   |
| --------- | ---------------- | --- | --- | ---- | ---- | ---- | ---- | --- | --- | --- | --- | ---- |
| 2021-2022 | C.P. Skyhawks    | 33  | 30  | 30,5 | 44,4 | 36,9 | 85,0 | 3,6 | 6,7 | 0,8 | 0,3 | 17,8 |
| 2022-2023 | Cleveland Charge | 43  | 43  | 33,7 | 45,3 | 35,6 | 84,1 | 3,6 | 7,0 | 1,0 | 0,2 | 22,8 |
| 2023-2024 | Cleveland Charge | 45  | 45  | 32,6 | 45,8 | 33,7 | 81,6 | 4,0 | 7,5 | 1,6 | 0,4 | 18,7 |
| Carriera  | Carriera         | 121 | 118 | 32,4 | 45,3 | 35,3 | 83,4 | 3,7 | 7,1 | 1,2 | 0,3 | 19,9 |

## Palmarès

### Individuale

#### High school
- Nike EYBL Offensive Player of the Year (2018, 2019)
- USA Today All-USA Player of the Year (2019)
- MaxPreps National Player of the Year (2019)
- Mr. Georgia Basketball (2019)
- Georgia Gatorade Player of the Year (2019)
- City of Palms Classic MVP (2019)
- Cancer Research Classic MVP (2019)
- Bass Pro Tournament of Champions MVP (2019)
- Atlanta Journal-Constitution State MVP (2019)
- Eastbay All-Showcase Team (2019)
- USA Today All-USA First Team (2019)
- Naismith All-America Second Team (2019)
- Sports Illustrated All-American First Team (2020)
- McDonald's All-American (2020)
- Jordan Brand Classic (2020)

#### NCAA
- SEC All-Freshman Team (2021)

## Record

### NCAA
- Secondo freshman di sempre (dopo Trae Young) con almeno 20 punti e 8 assist di media in una stagione.